# Alien 3: The Gun
Alien 3: The Gun (рус. Чужой 3) — видеоигра в жанре шутер, изданная компанией «Sega» для аркадных автоматов в 1993 году.

## Геймплей
Игра представляет собой одно из самых популярных на тот период направлений в жанре «Shoot’em up» — виртуальный тир. Смысл игры заключается в том, что игрок отстреливается от нападающих на него врагов. Сам игрок управлять персонажем не может — за него это делает искусственный интеллект. Игрок может только прицеливаться и стрелять. Игрок может как стрелять, так и использовать огнемёт и ручные гранаты.

## Сюжет
Сюжет игры базируется на одноимённом фильме. Различия только в событиях и количестве врагов (вместо одного Чужого в игре тысячи особей).